# Rue Saint-Adalbert
La rue Saint-Adalbert est une rue piétonne du centre de Liège reliant la rue de la Casquette à la rue du Pot d'Or.

## Toponymie
La rue rend hommage à Adalbert de Prague, évêque de Prague né en 955 et mort en martyr en 997. Il était une connaissance de Notger, premier prince-évêque de la Principauté de Liège. En outre, ils voyagèrent ensemble de Rome à Mayence pour y rencontrer l'empereur du Saint-Empire Otton III quelques mois avant l'assassinat d'Adalbert.

## Description
Cette ancienne rue plate et pavée fait partie du Carré. Elle est la prolongation de la rue du Mouton Blanc. Dans les années 1980, elle est aménagée en zone piétonne et remplit la fonction principale de rue commerçante.

## Architecture
Quelques immeubles du XVIIIe siècle et du XIXe siècle se situent aux nos 5a, 5b, 6, 10 et 16 et sont repris à l'Inventaire du patrimoine culturel immobilier de la Wallonie.
Au no 12, une maison date du XVIIe siècle. Les étages en brique possèdent des baies vitrées avec encadrements en pierre de taille.

## Voies adjacentes
- Rue Sébastien Laruelle
- Rue de la Casquette
- Rue du Pot d'Or
- Rue du Mouton Blanc